# Bamboutos

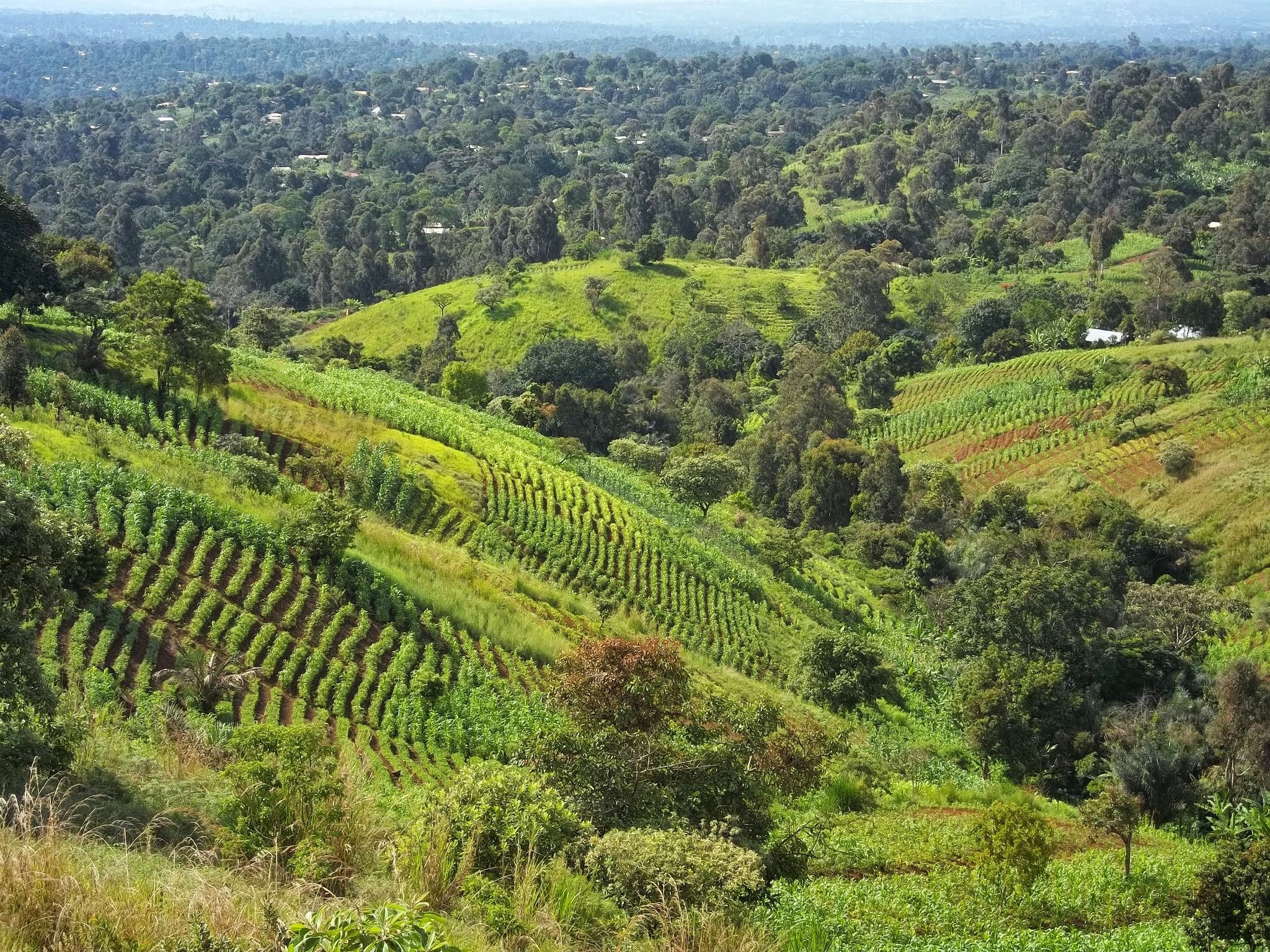
Omgeving van Bamougang (1)

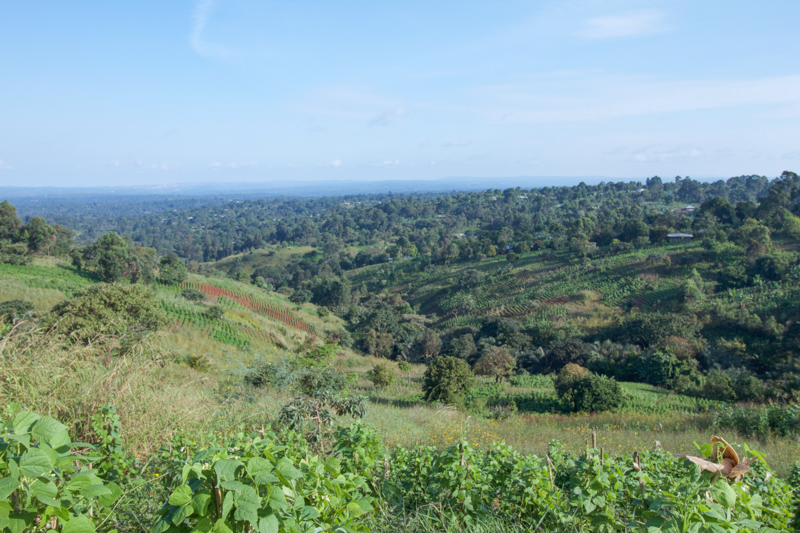
Omgeving van Bamougang (2)

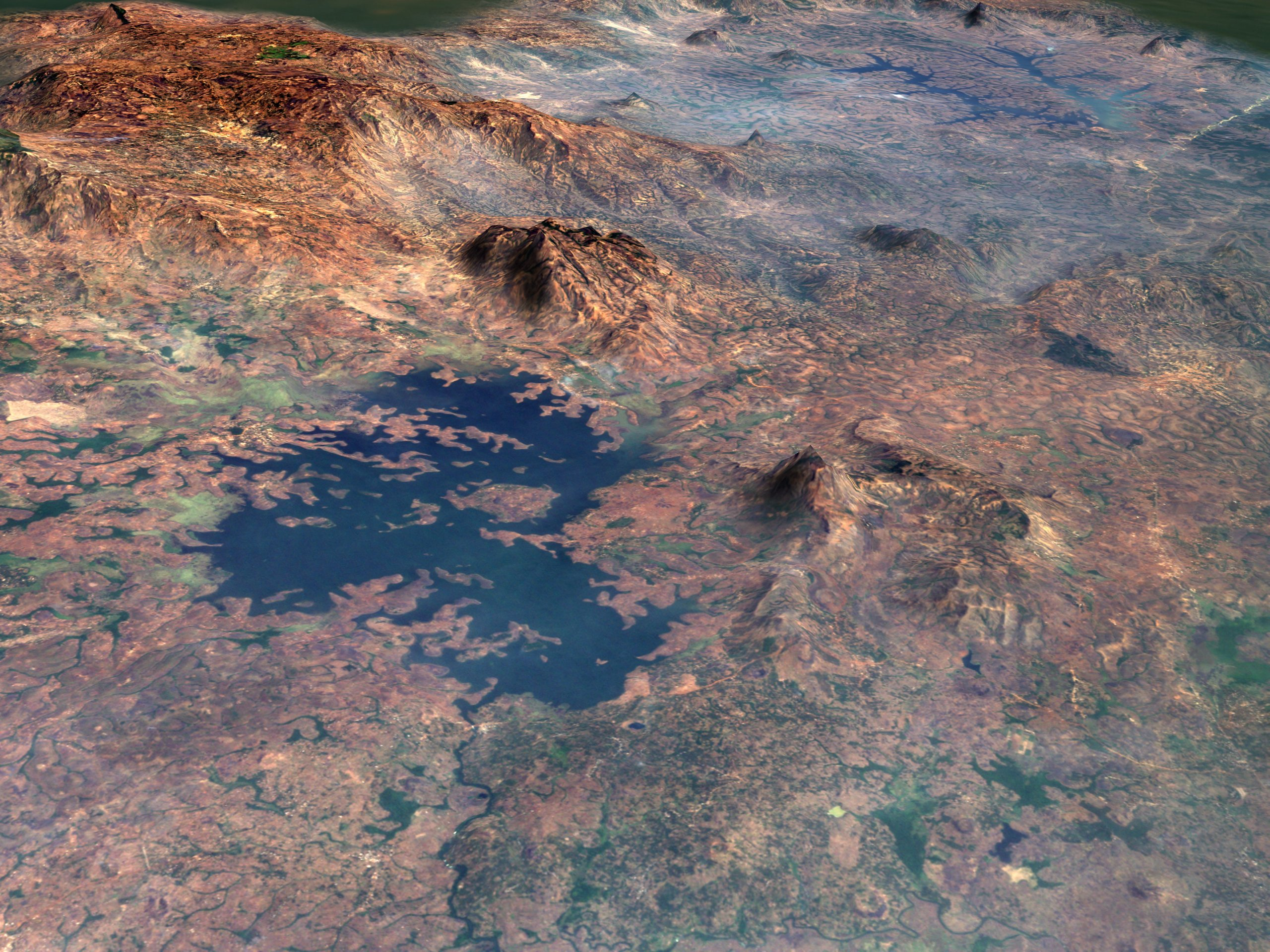
Satellietfoto van het reservoir bij Bamendjing

Bamboutos is een departement in Kameroen, gelegen in de regio Ouest. De hoofdstad van het departement heet Mbouda. De totale oppervlakte bedraagt 1 173 km². Er wonen 318 848 mensen in Bamboutos.

## Districten
Bamboutos is onderverdeeld in vier districten:
- Babadjou
- Batcham
- Galim
- Mbouda